# Divine Intervention
A Divine Intervention a Slayer nevű zenekar 1994-ben kiadott albuma. Ez volt az első album, amely nem a klasszikus Araya–Hanneman–King–Lombardo-felállásban készült, mivel 1992-ben Dave Lombardo kiszállt a zenekarból. Helyére Paul Bostaph került, aki azt megelőzően a Forbidden nevű thrash metal zenekar dobosa volt.
Az album zeneileg nem hozott jelentős meglepetést, hacsak azt nem vesszük annak, hogy a zenei irányvonal thrash maradt, ellentétben az ekkor erősen kommersz sikerek felé kacsintgató pályatársaik, a Metallica, és a Megadeth aktuális albumaival.
A borító belsejében látható egy kép egy rajongó alkarjáról, amibe frissen bele van késsel vágva a zenekar neve, kb. 5 centiméteres betűkkel. Ez pár helyen visszatetszést keltett. Egyébként az „alkotás” elkészülte látható a Live Intrusion című videójukon, amelynek ez a nyitójelenete.
A lemez a Billboard listán 8. helyezést ért el, ami azóta is a legjobbjuk.

## Dalok
1. Killing Fields (Araya/King) – 3:57
2. Sex, Murder, Art (Araya/King) – 1:50
3. Fictional Reality (King) – 3:38
4. Dittohead (King) – 2:31
5. Divine Intervention (Araya/Bostaph/Hanneman/King) – 5:33
6. Circle of Beliefs (King) – 4:30
7. SS-3 (Hanneman/King) – 4:07
8. Serenity In Murder (Araya/Hanneman/King) – 2:36
9. 213 (Araya/Hanneman) – 4:52
10. Mind Control (Araya/Hanneman/King) – 3:04

## Közreműködők
Slayer
- Tom Araya – basszusgitár, ének
- Jeff Hanneman – gitár
- Kerry King – gitár
- Paul Bostaph – dob

Produkció
- Dave Brock – Segédhangmérnök
- Jim Champagne – Hangmérnök
- Stephen Marcussen – Maszterelés
- Rick Rubin – Producer
- Jim Scott – Hangmérnök
- Jeff Sheehan – Segédhangmérnök
- Toby Wright – Producer, Hangmérnök, Keverés
- Dirk Walter – Dizájn
- Neil Zlozower – Fényképezés
- Stephen Stickler – Fényképezés
- Brian Pollack – Segédhangmérnök
- Annalisa – Borító
- Wes Benscoter – Borító, illusztrációk
- Rick Sales – Menedzsment

## Listás helyezés

### Album
| Év   | Lista             | Helyezés |
| ---- | ----------------- | -------- |
| 1994 | The Billboard 200 | 8        |